# Demokratischer Aufbruch
« Renouveau démocratique (Allemagne) » redirige ici. Pour les autres significations, voir Renouveau démocratique.
Demokratischer Aufbruch (« Renouveau démocratique ») est un mouvement politique d'opposition chrétien à la République démocratique allemande créé en 1989 et disparu en 1990.

## Histoire
Parmi les membres fondateurs, on trouve Friedrich Schorlemmer, Rainer Eppelmann (lequel est, en tant que représentant du mouvement, ministre de la Défense et du Désarmement au sein du cabinet de Maizière en 1990), Günter Nooke et Thomas Welz.
En 1990, Angela Merkel est porte-parole du mouvement. À ce titre, elle devra piloter la réponse du parti face aux révélations, peu avant les élections, sur la collaboration avec la Stasi du président du parti Wolfgang Schnur (de).
Le 18 mars 1990, lors des premières, et dernières, élections libres de RDA, la DA n'obtient que 0,92 % des voix et 4 sièges à la Chambre du peuple, au sein d'une coalition conservatrice baptisée l'« Alliance pour l'Allemagne » (Allianz für Deutschland).
En août 1990, le parti fusionne avec l'ost-CDU.

## Présidents
| Photo | Nom                           | Début du mandat | Fin du mandat |
| ----- | ----------------------------- | --------------- | ------------- |
|       | Friedrich Schorlemmer (1944-) | 1989            | 1989          |
|       | Gûnter Nooke (1959-)          | 1989            | 1990          |
|       | Wolfgang Schnur (1944–2016)   | 1989            | 1990          |
|       | Thomas Welz (1957-)           | 1989            | 1990          |
|       | Rainer Eppelmann (1943-)      | 1990            | 1990          |

## Résultats

### Élections à la Volkskammer
| Élection | %   | Sièges  | Rang | Gouvernement |
| -------- | --- | ------- | ---- | ------------ |
| 1990     | 0,9 | 4 / 400 | 9e   | de Maizière  |

## Sources
- (en) Cet article est partiellement ou en totalité issu de l’article de Wikipédia en anglais intitulé « Democratic Awakening » (voir la liste des auteurs).

1. ↑  Marion Van Renterghem, Angela Merkel, Un destin, vol. 1, Les Arènes, 2017, 189 p. (ISBN 978-2-924720-22-6), p. 65.